# 松形羽杉
松形羽杉（学名：Walchia Piniformls）是欧美地区早二迭世的重要标准化石，1977年中国发现于甘肃永昌大泉龙首山东段山西组中，是中国和东亚的首次发现。同时发现的有长叶羽杉（Walchia longifolia (sp.nov.)，系该属的一个新种。